# St. John R. Liddell
St. John Richardson Liddell (6 september 1815 –  14 februari 1870) was een prominente Amerikaanse plantage-eigenaar die tijdens de Amerikaanse Burgeroorlog diende als brigadegeneraal in het Confederate States Army. Hij was een sterk voorstander om de slavernij af te schaffen om zo buitenlandse steun te verzekeren voor de Geconfedereerde Staten van Amerika. Liddell werd in 1870 vermoord door een voormalige Zuidelijke officier naar aanleiding van een vete omtrent grond.

## Vroege jaren
Liddel werd geboren op 6 september 1815 in Woodville, Wilkinson County, Mississippi. Zijn ouders waren welgestelde plantage-eigenaren. Hij kreeg les in hetzelfde schooltje als de toekomstige President van de Geconfedereerde Staten van Amerika Jefferson Davis.
Liddell werd in 1834 toegelaten tot de United States Military Academy in West Point maar verliet de academie het jaar erop. Hij vestigde zich in Catahoula Parish, Louisiana waar hij  "Llanada" uit de grond stampte, een bloeiende plantage niet ver van Harrisonburg. In 1852 zou de Jones-Liddell vete beginnen. De oorzaak was een stuk grond die beide families in hun bezit wilden hebben of houden. Deze ruzie zou in de komende twee decennia uitmonden in moordaanslagen met verschillende doden en gewonden tot gevolg.

## Amerikaanse Burgeroorlog

### Westelijk front: 1861 - 1863
Na de secessie van Lousiana en het uitbreken van de Amerikaanse Burgeroorlog nam Liddell dienst in het Confederate States Army. Hij werd benoemd tot kolonel en tussen 15 september 1861 en januari 1862 diende hij als stafofficier bij William Hardee. Daarna werd hij aangesteld als adjudant bij Albert Sidney Johnston, tot die sneuvelde in de Slag bij Shiloh, en P.G.T. Beauregard die Johnston opvolgde. Op 12 juli 1862 werd Liddell bevorderd tot brigadegeneraal en kreeg hij het commando over de Arkansas Brigade in Patrick Cleburnes divisie in het Army of Tennessee. Hij nam deel aan de slagen bij Perryville en Stones River. 
Tijdens de Slag bij Chickamauga voerde Liddell een divisie in het reservekorps aan. Hij weigerde echter verschillende keren een promotie tot generaal-majoor. Hij wou een aanstelling krijgen dichter bij zijn thuis omdat zijn plantage werd bedreigd door Jayhawkers. De bevelhebber van het Army of Tennessee generaal Braxton Bragg wou Liddell tot zijn stafchef benoemen om brigadegeneraal William W. Mackall te vervangen die zijn overplaatsing had gevraagd. Liddell weigerde echter ook deze aanstelling. 

### Trans-Mississippi: 1863 - 1865
Bragg wou Liddell niet laten gaan. Maar toen Bragg werd ontgeven van zijn commando na de mislukte Chattanoogaveldtocht, deed Liddell een persoonlijk beroep op president Davis om een overplaatsing te verkrijgen naar het Trans-Mississippi Departement, Sub-District of North Louisiana. Dit werd toegestaan. In 1864 diende Liddell tijdens de Red Riverveldtocht en in 1865 kreeg hij het bevel over alle infanterie in zijn district. In een van de laatste gevechten tijdens de burgeroorlog verdedigde hij Fort Blakely tegen een Noordelijke aanval onder leiding van generaal-majoor Edward Canby. Op 9 april gaf hij het fort over nadat de Noordelijken een van de muren had aangevallen en doorbroken.

### Liddell en slavernij
In december 1864 stuurde Liddell een brief naar Edwars Sparrow, een senator uit Louisiana en voorzitter van comité van het leger. Volgens Liddell waren de Zuidelijke Staten aan de verliezende hand. Hoewel hij dacht dat het al te laat was, was Liddel voorstander van een volledige emancipatie van de slaven om enerzijds steun te verwerven van buitenlandse mogendheden en anderzijds de vrijgelaten slaven op te nemen in het leger om het tekort aan mankracht op te vangen. Sparrow toonde deze brief aan generaal Robert E. Lee die zich kon vinden in de argumentatie van Liddell. Hij zei: "dat hij van iedere man die armen en benen had een goede soldaat kon maken."

## Latere jaren
Na de oorlog werd hij vrijgelaten. Dankzij de tussenkomst van Edward Canby kreeg hij amnestie van de Amerikaanse overheid. In 1866 schreef Liddell zijn memoires waarin hij een kritische blik wierp op Bragg en Davis. De memoires bestaan uit een collectie van brieven, verslagen van veldslagen en andere documenten die nog niet volledig verwerkt waren tot een boek toen hij in 1870 werd vermoord. Deze moord vond plaats op 14 februari 1870 en was een triest hoogtepunt in de vete met de familie Jones. Kolonel Charles Jones werd later zelf omgebracht door aanhangers van Liddell. Liddell werd begraven op zijn eigen landgoed op het Llanada Plantation Cemetery, Jonesville, Louisiana.